# キャーティプ・チェレビー
キャーティプ・チェレビー（トルコ語: Kâtip Çelebi 、本名: ムスタファ・ブン・アブドゥッラー Mustafa bin Abdullah、1609年 - 1657年）は、オスマン帝国の文人であり、オスマン朝で最大の博学者の一人として知られる。キャーティプ・チェレビーは職業につく名を指す。欧米では、ハッジ・ハリーファ( Haji Khalifa or Kalfa )という名でも知られている。
キャーティプ・チェレビーのコレクション（『世界の鏡』（Cihânnümâ）、『諸書名と諸学問についての疑問の探求』（Kashf al-ẓunūn）など）は2023年に世界の記憶に登録された。

## 生涯・人物

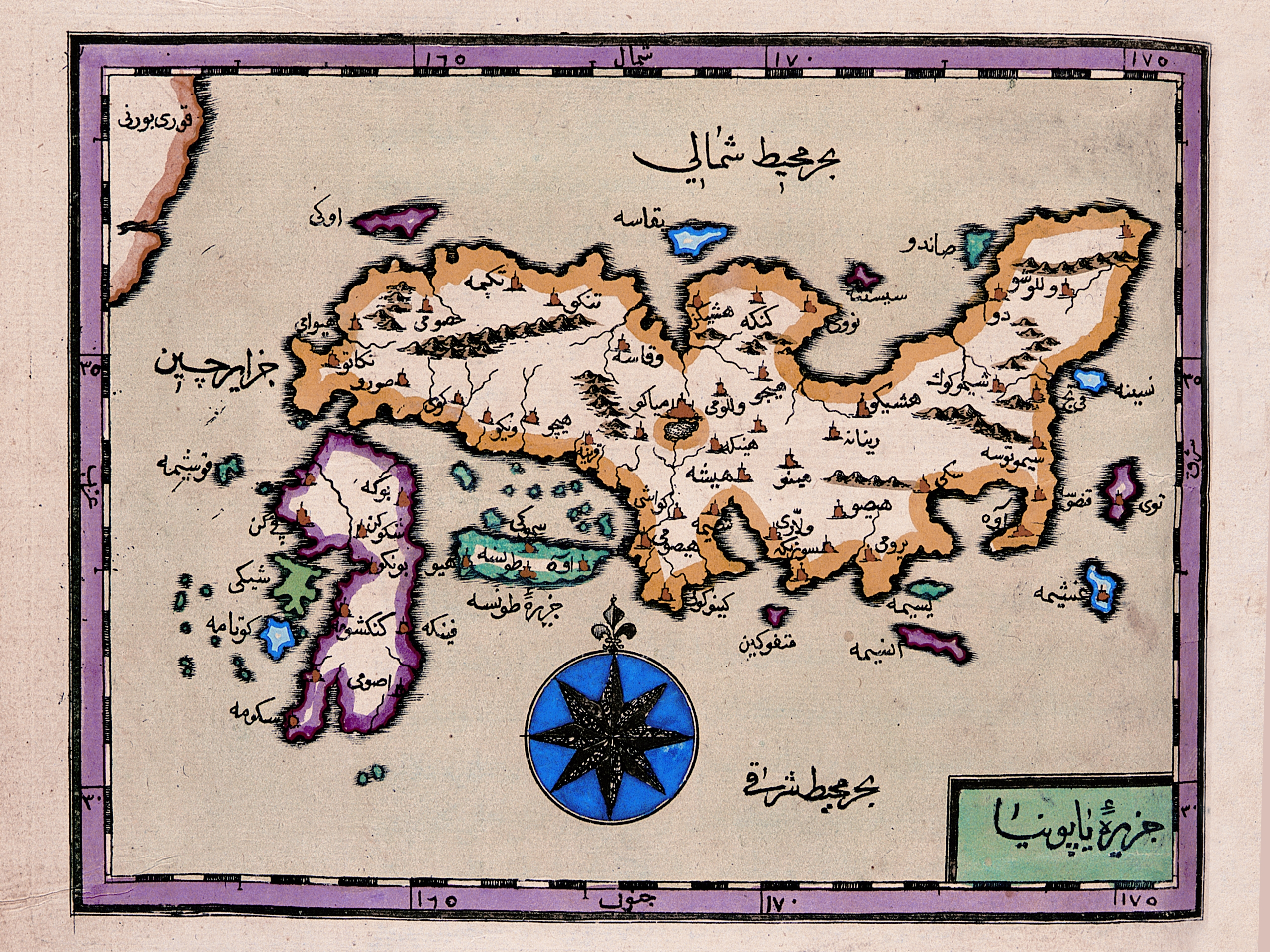
『世界の鏡』に所収されている日本列島の地図

イスタンブールの役人の家庭に生まれ、自身も役人として各地に赴任し、イスタンブールで没した。イスラームと世俗学問について研究し、書誌学、歴史学、地理学などに著作を残した。
中でも『諸書名と諸学問についての疑問の探求』( 別名『書誌総覧』、Kashf al-ẓunūn ‘an asāmī al-kutub wa-al-funūn )は、イスラーム世界の著作の書誌として貴重な史料とされている。地理学では、オスマン朝最大の世界地理書である『世界の鏡』（未完）を書いた。歴史学では、アラビア語のイスラーム通史やトルコ語のオスマン朝史を著し、政治についての著作『混乱の改革における行動の原則』はオスマン朝の政治家に影響を与えた。